# Georges Lafenestre
Georges Lafenestre (Orleans, 5 de marzo de 1837 - Bourg-la-Reine, 19 de mayo de 1919) fue un crítico de arte y poeta francés.

## Biografía
Trabajó como conservador del Museo del Louvre y fue miembro del Instituto de Francia. Se casó con Isabelle Lisbonne, quien de su primer matrimonio había tenido un hijo, Georges Aaron Bénédite, el cual, con el apoyo y la educación que le brindó su padrastro, llegaría a acceder a esas elitistas instituciones y a convertirse en un eminente egiptólogo.
La mayor parte de su obra escrita se centra en la Historia del Arte, especialmente del arte italiano anterior al siglo XV. No obstante, en su juventud estuvo íntimamente relacionado con los círculos parnasianos, trabando una estrecha amistad con poetas como José María de Heredia, Emmanuel des Essarts y Sully Prudhomme. Apareció en las dos últimas ediciones del "Parnasse contemporain".

## Obras
Poesía
- Les Espérances, 1864.
- Idylles et Chansons, 1874.
- Poésies de 1864 à 1874, Lemerre, 1889.

Ensayo
- Chateaubriand, Hachette, 1882.
- Maîtres anciens. Études d'histoire et d'art (escultura italiana y pintura milanesa), éditions Loones, 1882.
- La vie et l'œuvre de Titien, 1886.
- Le Salon de 1886, la peinture, la sculpture (artículo en la Revue des deux Mondes), 1886.
- La Peinture italienne, tome 1 : Depuis les origines jusqu'à la fin du XVe siècle, A. Quentin, 1885 ; Alcide Picard, 1886.
- La Fontaine, Hachette, 1895.
- Artistes et Amateurs.
- Orléans, 1900.
- La peinture en Europe, Le Louvre (avec Eugène Richtenberger), Libraires-Imprimeries Réunies, s. d., c. 1900
- La peinture en Europe, Venise (avec Eugène Richtenberger), 1900.
- La peinture en Europe, la Belgique, 1900.
- Rome, les musées, les collections particulières, les palais, chez l'auteur, 1905.
- 1904, L'Inconnu, 1904.
- Molière, Hachette, 1908.